# Banin
Banin (sz. Əsədullayeva Ümmülbanu Mirzə qızı, Baku, 1905. december 18. – 1992. október 23.) francia nyelven író azeri írónő.

## Élete
Banin 1905-ben milliomos családban született Bakuban. Apja Mirzə Əsədullayev az Azerbajdzsáni Demokratikus Köztársaság kereskedelmi és ipari minisztere volt. Mind a két nagyapja gazdag olajmágnás. Édesanyja meghalt a szülésben, így anya nélkül nőtt fel. Gyermekkorában magánképzésben részesült, és már ekkor megtanult több európai nyelvet.
A család a szovjet hatalom létrejöttét követően emigrálni kényszerült. Először Törökországban telepedtek le, majd 1924-ben véglegesen Párizsba költöztek. Konstantinápolyi tartózkodásuk idején elvált férjétől (15 éves korában kényszerítették házasságba). Kezdetben Párizsban bolti eladóként, divatmodellként tartotta el magát. De igyekezett folytatni tanulmányait, és kihasználva nyelvtudását hamarosan fordítóként, újságíróként dolgozott.
Elsősorban az orosz emigráción keresztül fokozatosan kapcsolatba került Párizs irodalmi életével. Közvetlen baráti köréhez tartozott Ivan Bunyin és Nagyezsda Alekszandrovna  Teffi, de kapcsolatot tartott többek között Cvetajevával, Remizovval, Merezskovszkijjal is, és Párizs kulturális életének más jelentős szereplői is a társaságához tartoztak, például a görög Níkosz Kazandzákisz, André Malraux.
Párizs német megszállása idején ismerkedett meg Ernst Jüngerrel. Jünger nagyon nagy hatással volt rá, ezt mutatja, hogy 3 könyvet szentelt a német írónak:
- Találkozás Ernst Jüngerrel (Rencontres avec Ernst Jünger, Julliard, 1951)

- Ernst Jünger portréja (Portrait d’Ernst Jünger : lettres, textes, rencontres, La Table Ronde, 1971)

- Ernst Jünger arcai (Ernst Jünger aux faces multiples, Lausanne, éditions L’Âge d’Homme, 1989)

Élete végig nagyon szoros kapcsolatot tartott fenn Jüngerrel. 1956-ban áttért a katolikus hitre, az áttéréshez fűződő gondolatait az 1959-ben megjelent, J’ai choisi l’Opium (Az ópiumot választottam) című művében írta ki magából.
Bár kétségtelen, hogy a nyugati világban Banin a legismertebb azeri írónő, éppen csak megérhette, hogy hazájában 1988-ban kiadták legismertebb önéletrajzi ihletésű regényét, a „Kaukázusi napok”-at (Jours caucasiens. Julliard 1946) 
A Szovjetunió felbomlását követően hívták, hogy térjen haza, azonban ezt az idős írónő elhárította. Párizsban halt meg, ott temették el.

## Kaukázusi napok

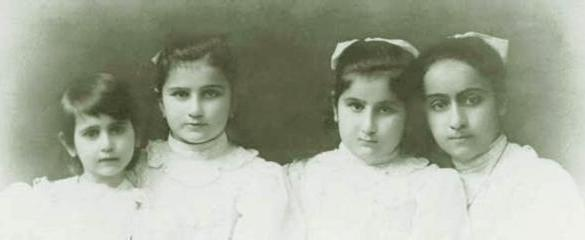
Az Əsədullayev nővérek (Banin jobb szélen)

Banin nevét Franciaországban második könyve tette ismertté, az 1945-ben megjelent „Kaukázusi napok”. Ebben az önéletrajzi regényben az írónő gyermekkori emlékeit idézte meg. Felidézte a forradalom előtti idők boldog napjait. Kapcsolatát két nagyapjával, az ismert olajmágnásokkal, milliomosokkal. A leírásokból megismerhetjük a bakui olajiparban fontos szerepet játszó családok történetét és mindennapi életét. A korszak valóságát és változatos világát, az azeri népszokásokat, népi ünnepeket, népviseletet. Leírta a család abşeroni nyaralójának az életét. Majd a regény átvált a szereplők életét gyökeresen felfordító eseményekre. A vörös hadsereg bakui bevonulására, a szovjet hatalom létrejöttére és a család tragédiájára. Leírta, hogy lett nagyapja halálakor a nagypapa végrendelkezése szerint, 3 nővérével együtt, 13 évesen milliomos, és az ezt követő néhány nap elteltével, a bolsevikok megjelenésekor, nem csak nincstelené vált, hanem hazáját is végleg el kellett hagynia. 
Két évvel a regény megjelenését követően újabb regénnyel jelentkezett, ennek címe Párizsi napok (Jours parisiens. Julliard 1947). Ebben a művében az emigráció mindennapjairól ír.